# Dipartimento del Ter
Il Dipartimento del Ter (tɛʁ) fu uno dei dipartimento del Primo impero francese il cui territorio si trova interamente nell'attuale Spagna; come molti dipartimenti francesi, prese il nome da un fiume, il fiume Ter.
Il dipartimento fu istituito il 26 gennaio 1812 a seguito dell'annessione della Catalogna all'Impero francese; era suddiviso nei 3 arrondissement di Gerona (Gérone), Vic e Figueres. L'unico prefetto del dipartimento fu Prudence-Guillaume de Roujoux, da febbraio 1812 al 1813.
Il 7 marzo 1813 il dipartimento fu fuso col Dipartimento del Segre per formare il Dipartimento del Segre-Ter. Nel 1814 le truppe francesi si ritirarono dalla penisola iberica, occupata sin dal 1808, e il dipartimento fu soppresso.
| Controllo di autorità | VIAF (EN) 248319247 |